# Aimé Laussedat
Aimé Laussedat (15. dubna 1819, Moulins, Francie - 18. března 1907, Paříž) byl francouzský důstojník, zeměměřič, kartograf, vědec a fotograf. Byl průkopníkem letecké fotografie a jejího využití v kartografii.

## Dílo
Laussedat je spolu s Albrechtem Meydenbauerem považován za jednoho z otců oboru fotogrammetrie. V roce 1851 vydal svou teoretickou práci 'Métrophotographie. V roce 1861 jako první použil fotografie země k výrobě topografických map. Byl jedním z průkopníků francouzské fotografické ikonometrie, aplikované fotografie, respektive měření, zpracování plánů a rozpoznávání obrazu.

## Fotografie
V roce 1858 prováděl Francouz Nadar (Gaspard-Félix Tournachon) první fotografické pokusy z balonu, při kterých mu radil právě Laussedat.

### Zakladatel fotografického archivu
Laussedat přispěl k archivování fotografii v muzejních sbírkách, konzervatořích, ale také témat umění a řemesel přibližně roku 1880. V rámci geografické společnosti je nabádal, aby si budovali archiv fotografií, ať už se jednalo o podklady pro mapy, nebo snímky estetické hodnoty. Připojil se k představenstvu Francouzské fotografické společnosti.